# Mike Richardson (editore)
Mike Richardson (Portland, 29 giugno 1950) è un editore, produttore cinematografico e fumettista statunitense fondatore della casa editrice di fumetti Dark Horse Comics.
Richardson è anche il fondatore e presidente della catena di vendita al dettaglio Things From Another World e presidente di Dark Horse Entertainment, che ha sviluppato e prodotto numerosi progetti per film e televisione basati su proprietà di Dark Horse o proprietà concesse in licenza.
Inoltre, ha scritto numerose graphic novel e serie di fumetti, tra cui The Secret, Living with the Dead e Cut, oltre a essere coautore di due libri di saggistica: Comics Between the Panels e Blast Off!.